# Едмонд (фільм)
Едмонд (англ. Edmond) — американський трилер 2005 року.

## Сюжет
Після випадкової зустрічі з вуличною ворожкою Едмонд вирішує втекти від свого правильного прісного життя. Опинившись на самому дні, він думає, що саме тут він знайде довгождану свободу, але як він помиляється. Зіткнувшись з грубістю, крадіжкою і насильством, він трохи розгублений. Але в той же час у всьому цьому жаху Едмонд починає відчувати себе комфортно. Знайомство з офіціанткою Гленн і її неприборкані сексуальні ігри спочатку приводять до конфлікту, а потім і до вбивства. Едмонду вже нічого втрачати, окрім своєї свободи, і він йде назустріч до заповітного позбавлення від цього кошмару.

## У ролях
- Вільям Мейсі — Едмонд
- Френсіс Бей — Ворожка
- Ребекка Піджон — дружина
- Джо Мантенья — людина в барі
- Деніз Річардс — B-Girl
- Венді Томпсон — офіціантка
- Вінсент Гуастаферро — менеджер клубу
- Бай Лін — дівчина для підглядання
- Метт Лендерс — свідок
- Дьюлі Гілл — шахрай
- Расселл Хорнсбі — закликальник
- Елдіс Годж — Leafletter
- Дебі Мейзар — економка
- Мена Суварі — повія
- Джеффрі Комбс — ресепшн
- Беррі Коллісон — клієнт Pawn Shop
- Джордж Вендт — власник Pawn Shop
- Маркус Томас — людина у вікні
- Лайонел Марк Сміт — сутенер
- Джулія Стайлз — Гленна
- Патріція Белчер — жінка в метро
- Рен Т. Браун — проповідник
- Брюс А. Янг — поліцейський
- Ділан Волш — слідчий
- Бокім Вудбайн — арештант
- Джек Воллес — капелан
- Майкл Саад — сторож бібліотеки